# Eddystone Point
Eddystone Point är en udde i Australien. Den ligger i kommunen Break O'Day och delstaten Tasmanien, i den sydöstra delen av landet, omkring 230 kilometer norr om delstatshuvudstaden Hobart.
Trakten är glest befolkad. Det finns inga samhällen i närheten. 
Genomsnittlig årsnederbörd är 925 millimeter. Den regnigaste månaden är november, med i genomsnitt 123 mm nederbörd, och den torraste är januari, med 42 mm nederbörd.